# Mały Rogoźnik
Mały Rogoźnik – potok, prawy dopływ Wielkiego Rogoźnika. Na mapie Geoportalu ma też nazwę Rogoźniczek lub Skrzypne. Wypływa wieloma ciekami na wschodnich stokach grzbietu łączącego wzgórza Kubirówka i Bachledówka we wsi Czerwienne. Uchodzi do Wielkiego Rogoźnika na wysokości 602 m po zachodniej stronie zabudowań wsi Zaskale. Przepływa przez miejscowości: Czerwienne, Skrzypne, Maruszyna i Zaskale.
Dopływami są potoki: Strzępów Potok, Pitoniowski, Mościska i Potok za Groniem.
Górna część zlewni potoku znajduje się na Pogórzu Gubałowskim, dolna na Kotlinie Nowotarskiej.